# Jean Gilles

Jean Marcellin Joseph Calixte Gilles (14 tháng 10 năm 1904 – 10 tháng 8 năm 1961) là một vị tướng quân đội Pháp.
Jean Gilles được gửi vào trường quân sự từ khi mới 12 tuổi. Ông đã tốt nghiệp Học viện Quân sự Saint-Cyr lừng danh.
Ông từng tham gia Thế chiến thứ nhất và thứ hai. Trong chiến tranh Đông Dương, Jean Gilles là chuẩn tướng, tư lệnh quân nhảy dù của Pháp ở toàn Đông Dương. Jean Gilles còn tham chiến trong chiến tranh Algéria và cuộc khủng hoảng Suez.
Jean Gilles được Nhà nước Pháp tặng thưởng Bắc Đẩu bội tinh đệ Nhất đẳng.

## Tham khảo

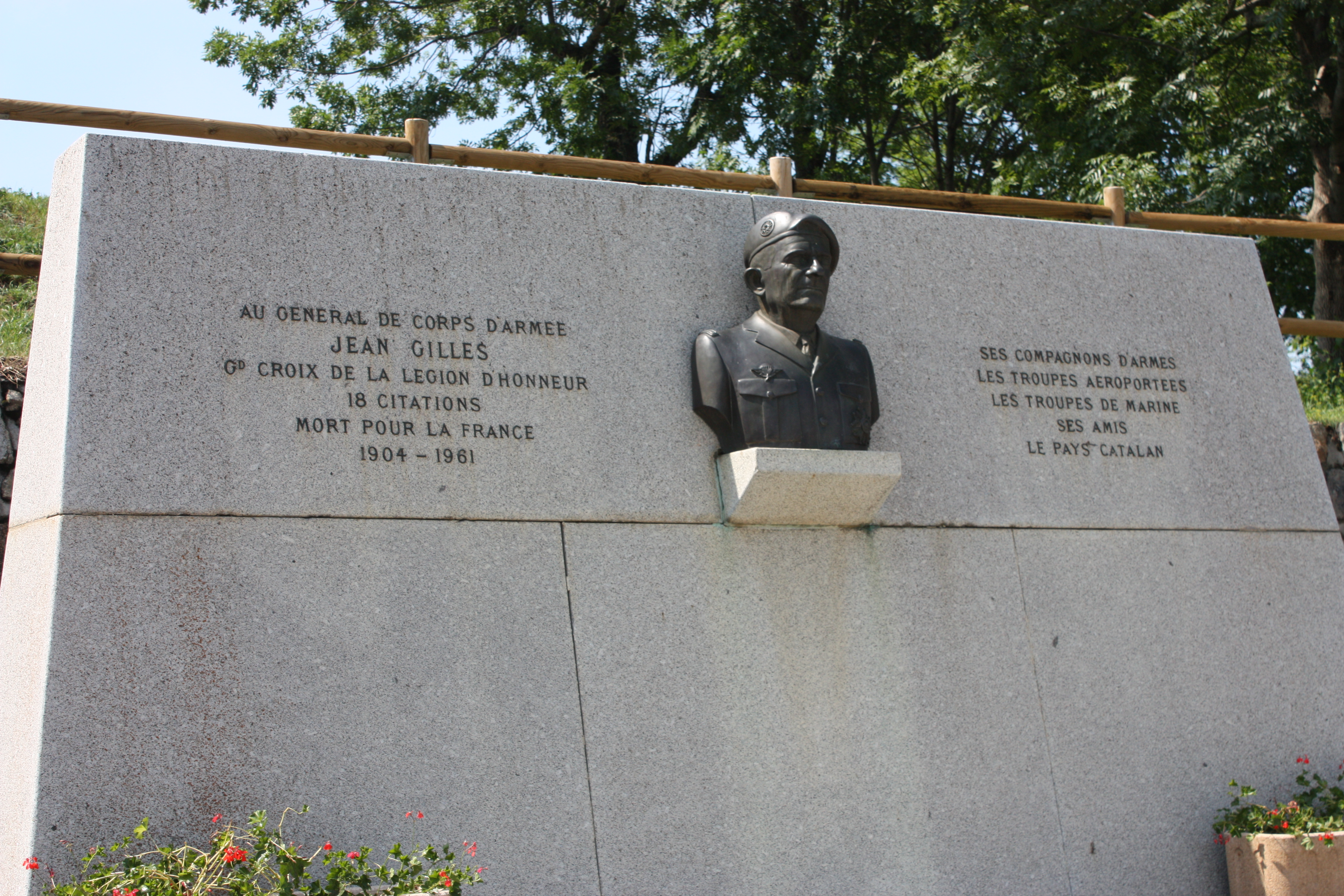